# Monas Hieroglyphica
A Monas Hieroglyphica (magyarul: Hieroglifikus monád, vagy Rejtelmes Egység) egy John Dee (1527–1609), udvari asztrológus által kitalált hermetikus szimbólum. Az elnevezés ugyanakkor az 1564-ben, Dee által kiadott értekezés címe is, mely mű részletesen kifejti a szimbólum jelentését. A művet Dee Habsburg Miksa (1527–1576) magyar király és német-római császárnak ajánlotta, akinek megkoronázásán Pozsonyban, 1563 őszén részt vett.

## Tartalom
A hieroglifikus monád megtestesíti Dee elképzelését a Kozmosz egységéről és több ezoterikus, illetve asztrológiai szimbólumból tevődik össze. A mű tézisek gyűjteménye, melyek I-X.-ig a szimbólum elemeit taglalják, majd a monád és a természeti, illetve természetfeletti világ viszonyát tárják fel. Az I. és II. tézis geometriai fejtegetéseket foglal magában, kiindulva a pontból, az egyenesen át a körig. Ezek az egyszerű geometriai elemek alkotják a monád alapjául szolgáló Merkúr, vagyis az alkímiai higany jelét. A félkör a Holdat, a kör a Napot jelképezi, kettejük kapcsolata pedig a nappalok és éjszakák váltakozásának rendjét szimbolizálja. A Keresztből számos számmisztikai levezetés adható, így gyakorlatilag magában foglalja az első négy számot (1, 2, 3, 4), összegük pedig 10-et, az isteni tökéletességet adja. "Az egész művet alkimista szimbolika szövi át, bár a szöveg sejteti, hogy végső értelmezésben nem annyira az átalakítandó fémen, hanem az emberen van a hangsúly, aki a transzmutáció igazi alanya."

## Hatás

A hieroglifikus monád

A könyv Dee-t a rózsakeresztesekhez kapcsolja, ámbár ennek pontos mibenléte homályos. A monád megjelenik a Christian Rosenkreutz kémiai menyegzője című rózsakeresztes manifesztumban, mégpedig az allegorikus történetet elbeszélő Christian Rosenkreutznak átnyújtott - királyi menyegzőre szóló - meghívón. Elképzelhető, hogy Dee, egyik közép-európai utazásán megmutathatta a szimbólumot a manifesztum feltételezett írójának,  Johann Valentin Andreae-nak, bár az ő írói mivolta számos tudós által vitatott.
Frances Yates (1899–1981) angol reneszánsz-kutató megjegyzi, hogy Dee hatása érhető tetten a puritán ifj. John Winthrop (1606–1676), a gyarmati Connecticut kormányzóján, aki egyben alkimista és Dee követője volt.

## Kiadások
- John Dee. Monas Hieroglyphica (latin nyelven). CreateSpace Independent Publishing Platform [1564] (2014). ISBN 978-1501049217
- Dr. John Dee. Monas Hieroglyphica (angol nyelven). Kessinger Publishing [1564] (2010). ISBN 978-1162595177

## Fordítás
- Ez a szócikk részben vagy egészben  a   Monas Hieroglyphica című angol Wikipédia-szócikk fordításán alapul.  Az eredeti cikk szerkesztőit annak laptörténete sorolja fel. Ez a jelzés csupán a megfogalmazás eredetét és a szerzői jogokat jelzi, nem szolgál a cikkben szereplő információk forrásmegjelöléseként.